# Tracy (Minnesota)
Tracy és una població dels Estats Units a l'estat de Minnesota. Segons el cens del 2000 tenia 2.268 habitants.

## Demografia
Segons el cens del 2000, Tracy tenia 2.268 habitants, 922 habitatges, i 533 famílies. La densitat de població era de 403,5 habitants per km².
Dels 922 habitatges en un 28,2% hi vivien nens de menys de 18 anys, en un 49,2% hi vivien parelles casades, en un 6,8% dones solteres, i en un 42,1% no eren unitats familiars. En el 38,5% dels habitatges hi vivien persones soles el 23,2% de les quals corresponia a persones de 65 anys o més que vivien soles. El nombre mitjà de persones vivint en cada habitatge era de 2,35 i el nombre mitjà de persones que vivien en cada família era de 3,2.
Per edats la població es repartia de la següent manera: un 27,6% tenia menys de 18 anys, un 6,4% entre 18 i 24, un 21,2% entre 25 i 44, un 19% de 45 a 60 i un 25,9% 65 anys o més.
L'edat mediana era de 41 anys. Per cada 100 dones de 18 o més anys hi havia 75,5 homes.
La renda mediana per habitatge era de 31.356 $ i la renda mediana per família de 41.108 $. Els homes tenien una renda mediana de 30.221 $ mentre que les dones 19.281 $. La renda per capita de la població era de 15.574 $. Entorn del 6,6% de les famílies i el 13,6% de la població estaven per davall del llindar de pobresa.

## Poblacions properes
El següent diagrama mostra les poblacions més properes.